# پایگاه هوایی ارجنتیا
پایگاه هوایی ارجنتیا (به انگلیسی: Naval Station Argentia) یک فرودگاه نظامی است که یک باند فرود آسفالت بتن دارد و طول باند آن ۲۲۵۰ متر است. این فرودگاه در شهر نیوفاندلند و لابرادور کشور کانادا قرار دارد و در ارتفاع ۹ متری از سطح دریا واقع شده‌است.